# Ulf P. Lundgren
Ulf Paul Lundgren, född 7 augusti 1942 i Kristinehamns församling, Värmlands län, död 29 november 2024 i Uppsala, var en svensk forskare,  professor i pedagogik och ämbetsman. 
Lundgren var Skolverkets första generaldirektör och verksam på denna post åren 1991–1999. Dessförinnan var han professor (från 1975) och rektor (1990–1991) vid Lärarhögskolan i Stockholm. 
År 2000 utsågs han till professor i pedagogik vid Uppsala universitet. Lundgren har i sin forskning framförallt ägnat sig åt läroplansteoretiska studier. Främst är Lundgren känd för att ha utvecklat den så kallade ramfaktorteorin, vilket först gjorts i klassrumsstudier och senare i studier av utbildningspolitik i ett historiskt perspektiv.